# 국립사회보장·인구문제연구소
국립사회보장·인구문제연구소(일본어: 国立社会保障・人口問題研究所, 영어: National Institute of Population and Social Security Research)는 일본 후생노동성의 시설 등 기관이다. 인구 연구, 사회 보장 연구를 전담한다.

국가의 GDP에서 사회적 지출이 차지하는 비율을 OECD 국가들끼리 비교한 그래프 (%, 종류별)[1]
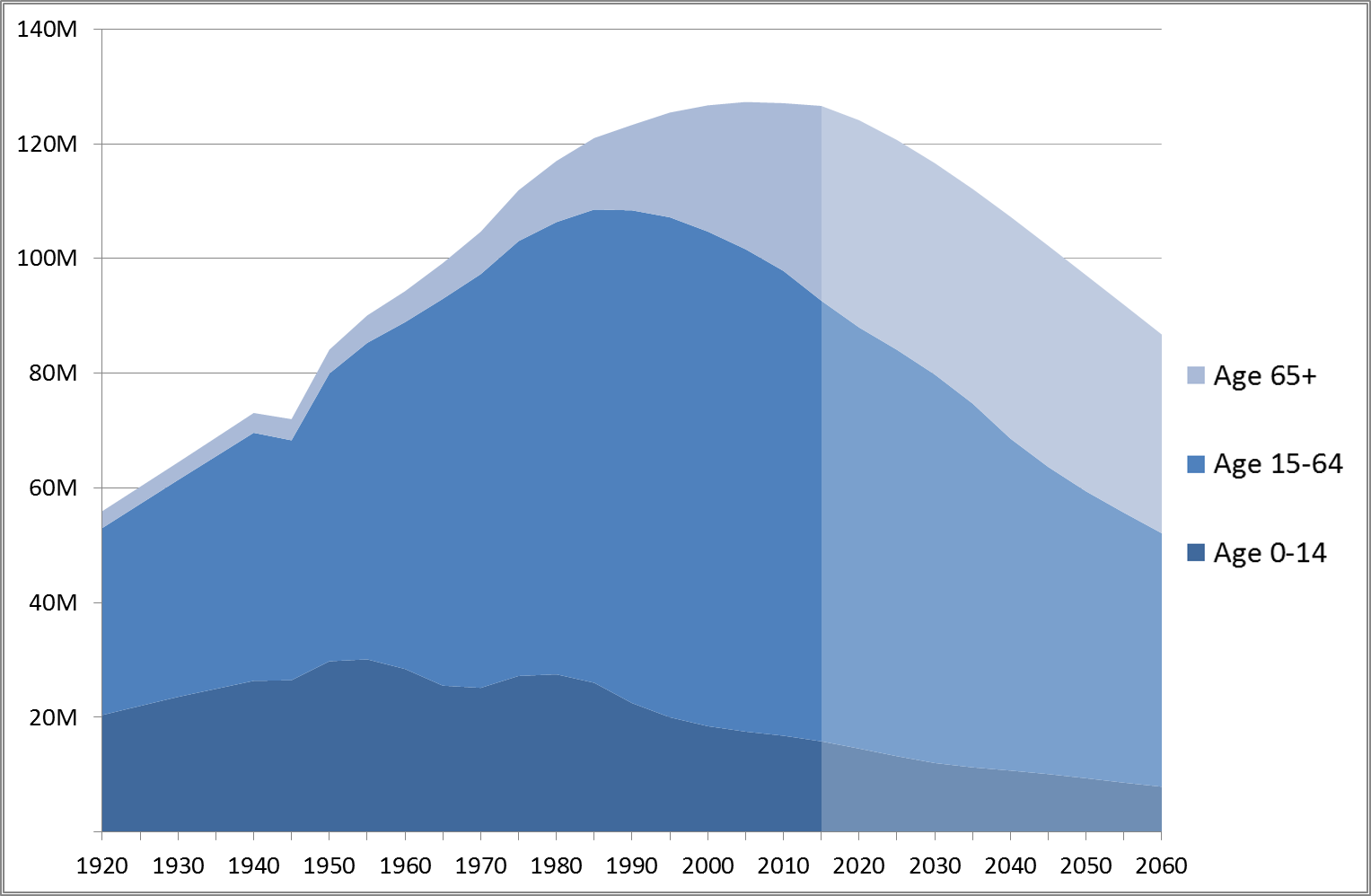
1920-2010 일본의 인구 추이, 2011-2060 인구 예측치. (2016년 기준)

## 같이 보기
- 일본의 인구
- 일본의 고령화